# 高野川站
高野川站（日语：／ Kōnokawa eki */?）是位於日本愛媛縣伊予市，隸屬於四國旅客鐵道（JR四國）的鐵路車站。車站編號為S07。本站現時只停靠普通列車。車站兩邊均種滿杜鵑花樹，每年五月前後杜鵑花便會盛開，和沿線上的豐濱站同是觀看杜鵑花著名的車站
。
本站與向井原站間曾設有三秋信號場，在予讚新線未建成時，是其中的一個列車交換地點，1986年3月3日起隨予讚新線通車而棄用，相關的轉轍器亦已拆走。

## 車站結構

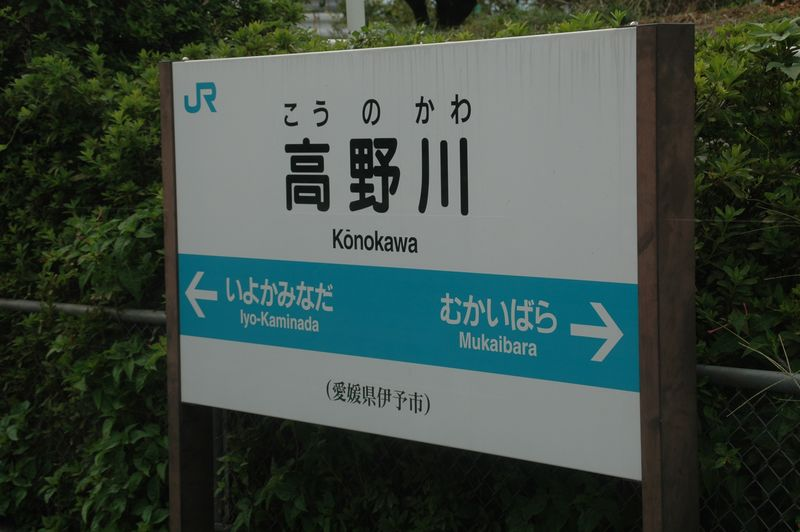
月台上的站牌，當時尚未引用車站編號制度 (2005年9月)

本站自開站起均採用簡易車站模式運作，所以一直都沒有設置站房和自動售票機。
站內設有1座側式月台，為列車不可交換月台，最初月台的有效長度較短，部份普通列車會通過本站不停靠，後來進行改善工程，把有效長度增至為4輛，才令所有普通班次列車停靠。出入口設於末端向向井原站方向，為無障礙斜道。在月台入口旁邊設有蓋候車亭及座椅。列車停靠時往松山方向為左側開門；往伊予大洲方向為右側開門。

### 月台配置
| 路線                    | 方向 | 目的地                       |
| ----------------------- | ---- | ---------------------------- |
| ■予讚線（有愛伊予灘線） | 上行 | 伊予市、松山方向             |
| ■予讚線（有愛伊予灘線） | 下行 | 伊予大洲、八幡濱、宇和島方向 |

## 歷史
- 1963年2月1日：開業。
- 1987年4月1日：日本國鐵分割民營化，車站的營運由JR四國繼承。

## 利用狀況
以下資料出自伊予市統計書。該統計書每隔五年出版一次。
| 上下車人數推算 | 上下車人數推算 | 上下車人數推算 |
| 年度           | 1日平均人數    | 出處           |
| -------------- | -------------- | -------------- |
| 2005           | 40             | [ 統計 1 ]     |
| 2006           | 38             | [ 統計 1 ]     |
| 2007           | 78             | [ 統計 2 ]     |
| 2008           | 76             | [ 統計 2 ]     |
| 2009           | 74             | [ 統計 2 ]     |
| 2010           | 68             | [ 統計 2 ]     |
| 2011           | 70             | [ 統計 2 ]     |
| 2012           | 66             | [ 統計 3 ]     |
| 2013           | 72             | [ 統計 3 ]     |
| 2014           | 70             | [ 統計 3 ]     |
| 2015           | 78             | [ 統計 3 ]     |
| 2016           | 76             | [ 統計 3 ]     |
| 2017           | 64             | [ 統計 4 ]     |
| 2018           | 70             | [ 統計 4 ]     |
| 2019           | 58             | [ 統計 4 ]     |
| 2020           | 54             | [ 統計 4 ]     |
| 2021           | 32             | [ 統計 4 ]     |

## 相鄰車站
四國旅客鐵道（JR四國）
■予讚線（有愛伊予灘線）
■旅遊列車「伊予灘物語」
通過
■普通
向井原（S06）－高野川（S07）－伊予上灘（S08）
- 此站與向井原站之間曾經設有三秋信號場（日语：三秋信号場）（1986年廢除）。

### 統計資料
1. ↑  以上資料只計算乘車人數。
2. ↑  10. 運輸・通信 —　いよしの統計（平成24年度版）
3. ↑  10. 運輸・通信 —　いよしの統計（平成29年度版）
4. ↑  10. 運輸・通信 —　いよしの統計（令和4年度版）

## 外部連結
- JR四國高野川站